# Frogger
Frogger és un videojoc d'acció per arcade de 1981 desenvolupat per Konami i fabricat per Sega.
Es va veure que l'atractiu de Rogger no tenia barreres d'edat o sexe. El seu èxit va augmentar la producció, convertint-se en un dels jocs arcade més taquillera a Amèrica del Nord durant 1981. El joc d'arcade va guanyar més de 135 milions de dòlars (equivalent a 435 milions de dòlars el 2022) per a Sega/Gremlin en vendes de gabinet als Estats Units, convertint-se en el llançament de Sega/Gremlin amb més èxit. Al Japó, Frogger va ser el 12è joc arcade més taquillera de 1981.
L'objectiu del joc és guiar una granota a cadascuna de les cases buides de la part superior de la pantalla. El joc comença amb tres, cinc o set granotes, depenent de la configuració de la màquina.